# Atlas Farnesio

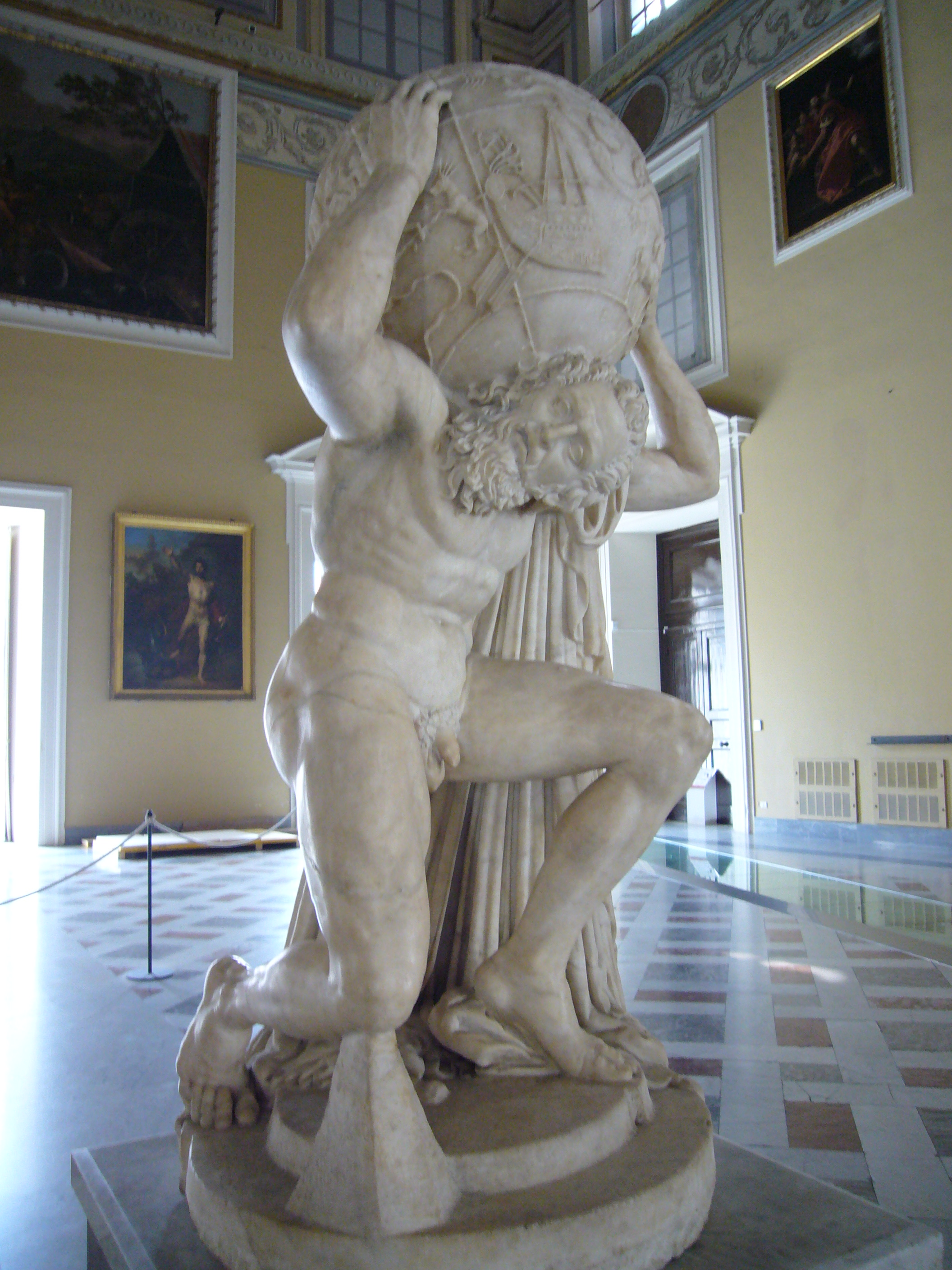
Atlas Farnesio, escultura en mármol conservada en el Museo Arqueológico Nacional de Nápoles.

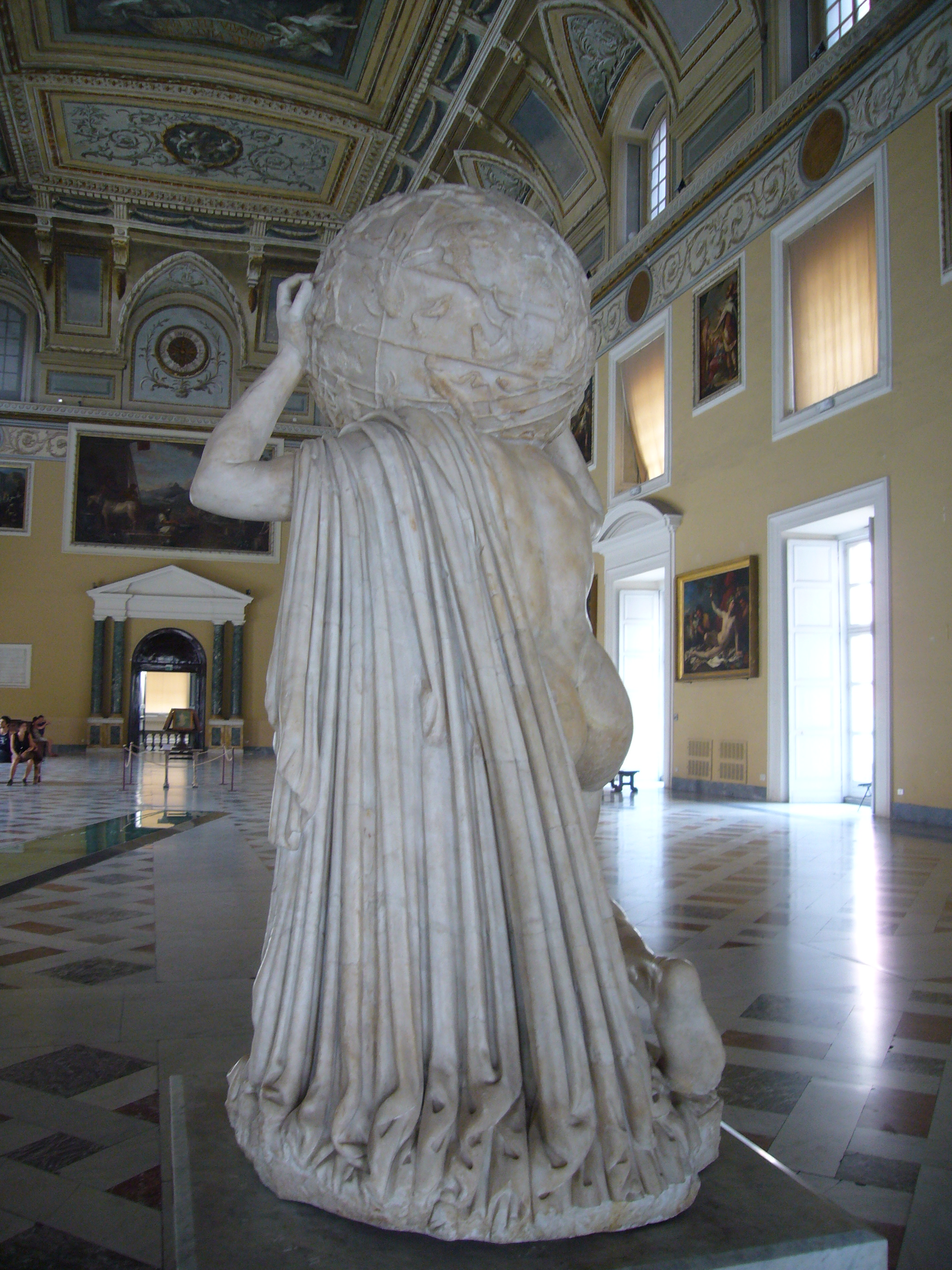
La escultura vista desde atrás.

El Atlas Farnesio es una escultura romana del siglo II d. C. en mármol, en la que está representado Atlas soportando sobre sus espaldas un pesado globo celeste. Se trata de la más antigua representación escultórica del titán Atlas, aunque hay algunas representaciones anteriores en las pinturas de vasos. Es también una de las más antigua y completas imágenes del globo celeste con los signos del zodiaco que se conoce.
El nombre Atlas Farnesio se debe a que la escultura fue adquirida por el cardenal Alejandro Farnesio a Paolo del Bufalo y en 1562 se incorporó a la colección de la familia Farnesio en 1562. Actualmente se encuentra en el Museo Arqueológico Nacional de Nápoles, en la Sala de la Meridiana.

## Historia
Se desconoce la procedencia original. Se ha hipotetizado con la posibilidad de que estuviese situada en la Biblioteca del Foro de Trajano en Roma y a mediados del siglo XVI, según Pirro Ligorio, se encontraba en las Termas de Caracalla hipótesis este que debe ser descartada. En 1787 fue transferida a Nápoles con la herencia del rey Carlos III, hijo de Isabel de Farnesio, a fin de que se incorporase al futuro Real Museo Borbónico.

## Descripción
El Atlas Farnesio es una escultura en mármol de 1,91 metros de alto, cargando un globo de 65 centímetros de diámetro. 
Cabeza, brazos y piernas corresponden a una restauración realizada posiblemente ya en el siglo XVI, aunque un dibujo del Codex Coburgensis de hacia 1550-54 muestra a la estatua todavía sin cabeza ni extremidades. Al incorporarse a la colección borbónica se sometió a una nueva restauración a cargo de Carlo Albacini. Representa al titán Atlas condenado por Zeus a soportar el peso del cielo, que carga sobre sus espaldas, apoyando la rodilla derecha sobre el pico de una montaña. El globo muestra en superficie una serie de bajorrelieves de aproximadamente seis centímetros con cuarenta y cinco constelaciones (los doce signos del zodiaco más 19 constelaciones boreales y 14 australes antropomorfas o en forma animal), evidenciando el conocimiento del Almagesto de Claudio Ptolomeo.